# Hymenostomum olivaceum
Hymenostomum olivaceum är en bladmossart som beskrevs av C. Müller och Geheeb 1897. Hymenostomum olivaceum ingår i släktet Hymenostomum och familjen Pottiaceae. Inga underarter finns listade i Catalogue of Life.